# Agim Nebi
Agim Nebi (Coriza, 30 novembre 1950) è un pittore e decoratore albanese.
Ha realizzato una serie di importanti opere monumentali in Albania e in Italia. 
In Albania, per il contributo dato allo sviluppo dell'arte è stato insignito dell'ordine "Naim Frasheri" di classe II nel 1983, e dell'ordine "Naim Frasheri" di classe I nel 1989 con la motivazione: «Si è distinto per il suo contributo allo sviluppo della pittura murale decorativa (mosaico), realizzando opere di qualità con valenza nazionale».
In Italia per la sua attività artistica, gli viene conferita la cittadinanza onoraria di Toritto il 20 dicembre 2013.
Il presidente della Repubblica d'Albania Ilir Meta il 3 dicembre 2020 ha decorato Agim Nebi con il titolo di Gran Maestro (Mjeshtër i madh) con la motivazione: «Per i contributi eccezionali all'esaltazione attraverso opere artistiche dell’immagine del Albania e dei albanesi, dentro e fuori dal Paese, in apprezzamento per la riflessione e la trasmissione dei migliori valori artistici e di cittadinanza nonché il suo raro esempio di mosaicista, che continua a ispirare le nuove generazioni».